# Roger Sinha
Roger Sinha, né en 1959 à Londres, est un danseur, directeur artistique et chorégraphe de la compagnie montréalaise Sinha Danse, qu'il a créée en 1991.

## Biographie
Roger Sinha est né d’une mère arménienne et d’un père indien. Lorsqu'il a huit ans, sa famille et lui déménagent à Saskatoon dans la Saskatchewan au Canada. Il étudie l'économie, puis la danse à Toronto avant de déménager au Québec. En 1989, après deux ans à danser pour la compagnie Danse-Partout à Québec, il se rend à Montréal et danse pour plusieurs chorégraphes dont Jean-Pierre Perreault et Sylvain Émard. En 1990, c’est dans le cadre de ses recherches que Roger découvre le Bharata Natyam, une forme de danse classique du sud de l’Inde. C'est avec son premier solo, Burning Skin (1992), que Roger Sinha entame sa carrière de chorégraphe.

## Carrière

### Style chorégraphique
Dans le cadre de ses explorations sur le thème de l'identité et des différentes cultures, Roger Sinha utilise le vocabulaire gestuel du Bharata Natyam. Il l'intègre ensuite à la danse contemporaine et aux arts martiaux, créant ainsi un dialogue entre plusieurs cultures,. Depuis les années 2000, Sinha s'intéresse à la technologie et aux médias interactifs. Avec Zeros & Ones (2008), il s'engage dans cette voie de création. Il s'agit d'un solo technologique dans lequel il est branché à un attirail de fils qui déclenchent de manière aléatoire l'émission d'extraits d'un texte qu'il dit lui-même tout en dansant.

### Art vidéo
Le premier court métrage de Roger Sinha, The Barber of Bangalore, explore à la fois l'harmonie et la dissonance entre l'Est et l'Ouest. Le film est entièrement tourné en Inde et explore les expressions faciales du Bharata Natyam, nommées Abhinaya. Le film a été présenté dans plusieurs festivals.
Sa dernière vidéo est un vidéoclip de rap, Haters ‘n Baiters: The culture collision, qui traite de son arrivée au Canada et du racisme qu'il a alors subi[réf. nécessaire]. Il a remporté avec cette vidéo le prix du public au concours Racines de Radio Canada International en avril 2010.

## Œuvres
- 1992 : Burning Skin
- 1996 : Benches
- 2000 : Loha
- 2002 : Thok
- 2004 : Apricot Trees Exist
- 2008 : Thread
- 2008 : Zeros and Ones
- 2011 : A Matter of Life and Breath
- 2013 : Sunya en collaboration avec le musicien Kiya Tabassian[2]
- 2020 : D'os et d'écorce[7]

Vidéos
- 2008 : The Barber of Bangalore
- 2010 : Haters 'n Baiters: The Cultural Collision

## Prix et distinctions
- Prix Charles-Biddle 2018[8]